# Педро Родрігес
Пе́дро Родрі́гес Леде́сма (ісп. Pedro Rodríguez Ledesma, нар. 28 липня 1987, Санта-Крус-де-Тенерифе, Іспанія) — іспанський футболіст, правий вінгер римського «Лаціо» та, в минулому, збірної Іспанії.

## Клубна кар'єра
У Чемпіонаті Іспанії дебютував у матчі проти «Мурсії» який завершився перемогою каталонців з рахунком 4:0. В єврокубках дебютував у матчі третього кваліфікаційного раунду проти «Вісли».
28 серпня 2009 року в овертаймі забив переможний м'яч у матчі за Суперкубок УЄФА проти донецького Шахтаря який завершився з рахунком 1:0.
У сезоні 2009–2010 він став повноцінним гравцем основи, замінивши Тьєррі Анрі. У цьому сезоні Педро забив багато важливих м'ячів. Один з них був ним забитий в Ель Класико у ворота мадридського «Реала». Це був другий гол «Барселони» в матчі який практично вирішив долю чемпіонства. Ще одним його важливим голом був гол у ворота Естудьянтеса на Клубному чемпіонаті світу з футболу.
Педро став першим гравцем який по ходу сезону забив голи в шести турнірах (Прімера, Кубок Іспанії з футболу, Суперкубок Іспанії з футболу, Ліга чемпіонів, Суперкубок УЄФА та Клубний чемпіонат світу з футболу).
У серпні 2015 перейшов за 27 мільйонів євро до «Челсі», з яким протягом наступних п'яти сезонів виграв чемпіонат Англії, кубок Англії та Лігу Європи УЄФА. В сезоні 2019/20 втратив місце у стартовому складі «пенсіонерів», а по його завершенні залишив клуб.
25 серпня 2020 року 33-річний півзахисник на правах вільного агента уклав трирічний контракт з італійською «Ромою».

## Виступи за збірні
2008 року провів дві гри у складі молодіжної збірної Іспанії.
20 травня 2010 року головний тренер національної збірної Іспанії Вісенте дель Боске включив гравця до складу збірної для участі у чемпіонаті світу 2010. Дебют гравця у головній команді країни відбувся 29 травня того ж року у контрольному матчі проти збірної Саудівської Аравії. Згодом взяв участь ще у двох контрольних іграх, у другій з яких, 8 червня 2010 року проти збірної Польщі забив свій перший гол за національну збірну.
Безпосередньо у ході фінального турніру чемпіонату світу 2010 у Південно-Африканськії Республіці зіграв у п'яти із семи ігор збірної Іспанії на турнірі, у тому числі у фінальному матчі проти збірної Нідерландів, після перемоги в якому іспанці уперше в історії стали чемпіонами світу.
За два роки, на Євро-2012, взяв участь у всіх матчах іспанців на стадії плей-оф, включаючи фінальну гру, в якій його команда з рахунком 4:0 здолала італійців, утретє в історії ставши континентальним чемпіоном.
Згодом провів по два матчі за збірну на чемпіонаті світу 2014 та чемпіонаті Європи 2016, на яких іспанці виступили невдало, не зумівши захистити жоден зі своїх чемпіонських титулів і припинивши боротьбу на груповій стадії і в першому ж раунді плей-оф відповідно. 
Свою останню гру за «червону фурію» провів восени 2017 року в рамках відбору на ЧС-2018.
| Дата       | Місто           | Господарі            | Результат               | Гості                | Турнір                | Голи | Примітки |
| ---------- | --------------- | -------------------- | ----------------------- | -------------------- | --------------------- | ---- | -------- |
| 29-5-2010  | Інсбрук         | Іспанія              | 3 – 2                   | Саудівська Аравія    | товариський матч      | -    | 60'      |
| 3-6-2010   | Інсбрук         | Іспанія              | 1 – 0                   | Південна Корея       | товариський матч      | -    | 58'      |
| 8-6-2010   | Мурсія          | Іспанія              | 6 – 0                   | Польща               | товариський матч      | 1    | 39'      |
| 16-6-2010  | Дурбан          | Іспанія              | 0 – 1                   | Швейцарія            | ЧС 2010 - 1-й етап    | -    | 77'      |
| 29-6-2010  | Кейптаун        | Іспанія              | 1 – 0                   | Португалія           | ЧС 2010 - 1/8 фіналу  | -    | 88'      |
| 3-7-2010   | Йоганнесбург    | Іспанія              | 1 – 0                   | Парагвай             | ЧС 2010 - чвертьфінал | -    | 75'      |
| 7-7-2010   | Дурбан          | Німеччина            | 0 – 1                   | Іспанія              | ЧС 2010 - півфінал    | -    | 86'      |
| 11-7-2010  | Йоганнесбург    | Нідерланди           | 0 – 1 д.ч.              | Іспанія              | ЧС 2010 - Фінал       | -    | 60'      |
| 11-8-2010  | Мехіко          | Мексика              | 1 – 1                   | Іспанія              | товариський матч      | -    | 71'      |
| 3-9-2010   | Вадуц           | Ліхтенштейн          | 0 – 4                   | Іспанія              | Відбір до ЧЄ 2012     | -    | 65'      |
| 7-9-2010   | Буенос-Айрес    | Аргентина            | 4 – 1                   | Іспанія              | товариський матч      | -    | 70'      |
| 9-2-2011   | Мадрид          | Іспанія              | 1 – 0                   | Колумбія             | товариський матч      | -    | 81'      |
| 7-6-2011   | Пуерто-ла-Крус  | Венесуела            | 0 – 3                   | Іспанія              | товариський матч      | 1    |          |
| 2-9-2011   | Санкт-Галлен    | Іспанія              | 3 – 2                   | Чилі                 | товариський матч      | -    | 46'      |
| 11-10-2011 | Аліканте        | Іспанія              | 3 – 1                   | Шотландія            | Відбір до ЧЄ 2012     | -    |          |
| 23-6-2012  | Донецьк         | Іспанія              | 2 – 0                   | Франція              | ЧЄ 2012 - чвертьфінал | -    | 65'      |
| 27-6-2012  | Донецьк         | Португалія           | 0 – 0 д.ч. (2 – 4 п.п.) | Іспанія              | ЧЄ 2012 - півфінал    | -    | 87'      |
| 1-7-2012   | Київ            | Італія               | 0 – 4                   | Іспанія              | ЧЄ 2012 - Фінал       | -    | 59'      |
| 7-9-2012   | Понтеведра      | Іспанія              | 5 – 0                   | Саудівська Аравія    | товариський матч      | 2    |          |
| 11-9-2012  | Тбілісі         | Грузія               | 0 – 1                   | Іспанія              | Відбір до ЧС 2014     | -    | 57'      |
| 12-10-2012 | Мінськ          | Білорусь             | 0 – 4                   | Іспанія              | Відбір до ЧС 2014     | 3    |          |
| 16-10-2012 | Мадрид          | Іспанія              | 1 – 1                   | Франція              | Відбір до ЧС 2014     | -    |          |
| 14-11-2012 | Панама          | Панама               | 1 – 5                   | Іспанія              | товариський матч      | 2    | 46'      |
| 6-2-2013   | Доха            | Іспанія              | 3 – 1                   | Уругвай              | товариський матч      | 2    | 75'      |
| 22-3-2013  | Хіхон           | Іспанія              | 1 – 1                   | Фінляндія            | Відбір до ЧС 2014     | -    | 46'      |
| 26-3-2013  | Сен-Дені        | Франція              | 0 – 1                   | Іспанія              | Відбір до ЧС 2014     | 1    | 76'      |
| 11-6-2013  | Нью-Йорк        | Іспанія              | 2 – 0                   | Ірландія             | товариський матч      | -    | 11' 80'  |
| 16-6-2013  | Ресіфі          | Іспанія              | 2 – 1                   | Уругвай              | Кубок Конфедерацій    | 1    | 81'      |
| 23-6-2013  | Форталеза       | Нігерія              | 0 – 3                   | Іспанія              | Кубок Конфедерацій    | -    | 75'      |
| 27-6-2013  | Форталеза       | Іспанія              | 0 – 0 д.ч. (7 – 6 п.п.) | Італія               | Кубок Конфедерацій    | -    | 79'      |
| 30-6-2013  | Ріо-де-Жанейро  | Бразилія             | 3 – 0                   | Іспанія              | Кубок Конфедерацій    | -    |          |
| 6-9-2013   | Гельсінкі       | Фінляндія            | 0 – 2                   | Іспанія              | Відбір до ЧС 2014     | -    | 81'      |
| 10-9-2013  | Женева          | Іспанія              | 2 – 2                   | Чилі                 | товариський матч      | -    |          |
| 11-10-2013 | Пальма (місто)  | Іспанія              | 2 – 1                   | Білорусь             | Відбір до ЧС 2014     | -    |          |
| 15-10-2013 | Альбасете       | Іспанія              | 2 – 0                   | Грузія               | Відбір до ЧС 2014     | -    | 58'      |
| 16-11-2013 | Малабо          | Екваторіальна Гвінея | 1 – 2                   | Іспанія              | товариський матч      | -    | 65'      |
| 19-11-2013 | Йоганнесбург    | ПАР                  | 1 – 0                   | Іспанія              | товариський матч      | -    | 62'      |
| 5-3-2014   | Мадрид          | Іспанія              | 1 – 0                   | Італія               | товариський матч      | 1    | 80'      |
| 30-5-2014  | Севілья         | Іспанія              | 2 – 0                   | Болівія              | товариський матч      | -    | 80'      |
| 7-6-2014   | Лендовер        | Сальвадор            | 0 – 2                   | Іспанія              | товариський матч      | -    | 46'      |
| 13-6-2014  | Сальвадор       | Іспанія              | 1 – 5                   | Нідерланди           | ЧС 2014 - 1-й етап    | -    | 63'      |
| 18-6-2014  | Ріо-де-Жанейро  | Іспанія              | 0 – 2                   | Чилі                 | ЧС 2014 - 1-й етап    | -    | 76'      |
| 4-9-2014   | Сен-Дені        | Франція              | 1 – 0                   | Іспанія              | товариський матч      | -    | 67'      |
| 8-9-2014   | Валенсія        | Іспанія              | 5 – 1                   | Північна Македонія   | Відбір до ЧЄ 2016     | 1    |          |
| 9-10-2014  | Жиліна          | Словаччина           | 2 – 1                   | Іспанія              | Відбір до ЧЄ 2016     | -    | 58'      |
| 12-10-2014 | Люксембург      | Люксембург           | 0 – 4                   | Іспанія              | Відбір до ЧЄ 2016     | -    | 70'      |
| 15-11-2014 | Уельва          | Іспанія              | 3 – 0                   | Білорусь             | Відбір до ЧЄ 2016     | 1    |          |
| 18-11-2014 | Віго            | Іспанія              | 0 – 1                   | Німеччина            | товариський матч      | -    | 77'      |
| 27-3-2015  | Севілья         | Іспанія              | 1 – 0                   | Україна              | Відбір до ЧЄ 2016     | -    | 65'      |
| 31-3-2015  | Амстердам       | Нідерланди           | 2 – 0                   | Іспанія              | товариський матч      | -    | 46'      |
| 14-6-2015  | Борисов (місто) | Білорусь             | 0 – 1                   | Іспанія              | Відбір до ЧЄ 2016     | -    | 59' 64'  |
| 5-9-2015   | Ов'єдо          | Іспанія              | 2 – 0                   | Словаччина           | Відбір до ЧЄ 2016     | -    |          |
| 9-10-2015  | Логроньо        | Іспанія              | 4 – 0                   | Люксембург           | Відбір до ЧЄ 2016     | -    | 55' 77'  |
| 13-11-2015 | Аліканте        | Іспанія              | 2 – 0                   | Англія               | товариський матч      | -    | 74'      |
| 27-3-2016  | Клуж-Напока     | Румунія              | 0 – 0                   | Іспанія              | товариський матч      | -    | 67'      |
| 29-5-2016  | Санкт-Галлен    | Іспанія              | 3 – 1                   | Боснія і Герцеговина | товариський матч      | 1    | 46'      |
| 1-6-2016   | Вальс-Зіценгайм | Іспанія              | 6 – 1                   | Південна Корея       | товариський матч      | -    | 46'      |
| 7-6-2016   | Хетафе          | Іспанія              | 0 – 1                   | Грузія               | товариський матч      | -    | 76'      |
| 13-6-2016  | Тулуза          | Іспанія              | 1 – 0                   | Чехія                | ЧЄ 2016 - 1-й етап    | -    | 82'      |
| 27-6-2016  | Сен-Дені        | Італія               | 2 – 0                   | Іспанія              | ЧЄ 2016 - 1/8 фіналу  | -    | 81'      |
| 28-3-2017  | Сен-Дені        | Франція              | 0 – 2                   | Іспанія              | товариський матч      | -    | 67'      |
| 7-6-2017   | Мурсія          | Іспанія              | 2 – 2                   | Колумбія             | товариський матч      | -    | 77'      |
| 11-6-2017  | Скоп'є          | Північна Македонія   | 1 – 2                   | Іспанія              | Відбір до ЧС 2018     | -    | 69'      |
| 5-9-2017   | Вадуц           | Ліхтенштейн          | 0 – 8                   | Іспанія              | Відбір до ЧС 2018     | -    |          |
| 9-10-2017  | Єрусалим        | Ізраїль              | 0 – 1                   | Іспанія              | Відбір до ЧС 2018     | -    | 76'      |
| Усього     |                 | Матчів               | 65                      |                      | Голів                 | 17   |          |

## Досягнення
Збірна Іспанії
- Чемпіон світу: 2010
- Чемпіон Європи: 2012

Барселона
- Чемпіон Іспанії: 2008/09, 2009/10, 2010/11, 2012/13, 2014/15.
- Володар Кубка Іспанії: 2008/09, 2011/12, 2014/15
- Переможець Ліги чемпіонів: 2008/09, 2010/11, 2014/15.
- Володар Суперкубка Іспанії: 2009, 2010, 2011, 2013.
- Володар Суперкубка УЄФА: 2009, 2011, 2015
- Переможець клубного чемпіонату світу: 2009, 2011

Челсі
- Чемпіон Англії: 2016–17
- Володар кубка Англії: 2017–18
- Переможець Ліги Європи УЄФА: 2018–19